# Casey Puckett
Paul Casey Puckett (Boulder, 22 settembre 1972) è un allenatore di sci alpino, ex sciatore alpino ed ex sciatore freestyle statunitense.

## Biografia
Puckett, originario di Crested Butte, è fratello di Chris e zio di Cole e Cooper, a loro volta sciatori alpini.

### Carriera sciistica

#### Stagioni 1990-1998
Attivo inizialmente nello sci alpino, esordì in campo internazionale ai Mondiali juniores di Zinal 1990; nella successiva rassegna iridata giovanile di Geilo/Hemsedal 1991 vinse la medaglia d'oro nello slalom speciale. Esordì ai Giochi olimpici invernali ad Albertville 1992, dove si classificò 25º nello slalom gigante e non completò lo slalom speciale; in quella stessa stagione 1991-1992 in Nor-Am Cup si aggiudicò la classifica generale.
Nel 1994 ottenne il primo piazzamento di rilievo in Coppa del Mondo, il 30 gennaio a Chamonix in slalom speciale (16º), e prese parte ai XVII Giochi olimpici invernali di Lillehammer 1994, dove fu 7º nello slalom speciale e non completò lo slalom gigante; ai successivi XVIII Giochi olimpici invernali di Nagano 1998 non completò la combinata. Anche in quella stagione 1997-1998 in Nor-Am Cup si aggiudicò la classifica generale.

#### Stagioni 1999-2006
Esordì ai Campionati mondiali a Vail/Beaver Creek 1999, dove si classificò 34º nella discesa libera, 31º nello slalom gigante e non completò il supergigante; nel 2001 ottenne il miglior piazzamento in Coppa del Mondo, il 21 gennaio a Kitzbühel in combinata (4º), e partecipò ai suoi ultimi Mondiali di sci alpino: nella rassegna iridata di Sankt Anon am Arlberg fu 31º nel supergigante, 23º nello slalom gigante e 28º nello slalom speciale.
Prese per l'ultima volta il via in Coppa del Mondo il 22 gennaio 2002 a Schladming in slalom speciale, senza completare la prova, e ai successivi XIX Giochi olimpici invernali di Salt Lake City 2002 non completò la combinata. Continuò a prendere parte a gare minori di sci alpino fino al 14 gennaio del 2006, quando vinse uno slalom gigante FIS disputato a Eldora.

#### Stagioni 2008-2010
Dalla stagione 2007-2008 si dedicò al freestyle, specialità ski cross, esordendo in Coppa del Mondo il 12 gennaio a Les Contamines, subito ottenendo il primo podio (2º); ai Mondiali di Iwanashiro 2009, sua unica presenza iridata nella disciplina, giunse 5º.
In Coppa del Mondo conquistò l'ultimo podio il 21 dicembre 2009 a San Candido (3º) e prese per l'ultima volta il via il 9 gennaio 2010 a Les Contamines (4º); ai successivi XXI Giochi olimpici invernali di Vancouver 2010, sua ultima presenza olimpica, si classificò al 23º posto in quella che sarebbe stata l'ultima gara della sua carriera.

### Carriera da allenatore
Dopo il ritiro è divenuto allenatore di sci alpino nei quadri della Federazione sciistica degli Stati Uniti, dal 2020 responsabile del gruppo di Coppa Europa femminile.

## Palmarès

### Sci alpino

#### Mondiali juniores
- 1 medaglia:
  - 1 oro (slalom speciale a Geilo/Hemsedal 1991)

#### Coppa del Mondo
- Miglior piazzamento in classifica generale: 65º nel 2001

#### Nor-Am Cup
- Vincitore della Nor-Am Cup nel 1992 e nel 1998[2]
- Vincitore della classifica di slalom gigante nel 1998[2]
- Vincitore della classifica di slalom speciale nel 2001
- 29 podi (dati dalla stagione 1994-1995):
  - 12 vittorie
  - 13 secondi posti
  - 4 terzi posti

##### Nor-Am Cup - vittorie
| Data             | Località                    | Paese       | Specialità |
| ---------------- | --------------------------- | ----------- | ---------- |
| 31 gennaio 1997  | Collingwood                 | Canada      | SL         |
| 27 marzo 1997    | Mont-Tremblant/Mont Garceau | Canada      | SG         |
| 21 dicembre 1997 | Sunday River                | Stati Uniti | GS         |
| 2 marzo 1998     | Stoneham                    | Canada      | GS         |
| 11 marzo 1998    | Mount Norquay               | Canada      | GS         |
| 12 marzo 1998    | Mount Norquay               | Canada      | GS         |
| 6 gennaio 2000   | Hunter Mountain             | Stati Uniti | GS         |
| 8 marzo 2001     | Georgian Peaks              | Canada      | SL         |
| 9 marzo 2001     | Georgian Peaks              | Canada      | SL         |
| 15 marzo 2001    | Le Relais                   | Canada      | SL         |
| 16 marzo 2001    | Le Relais                   | Canada      | SL         |
| 8 marzo 2002     | Osler Bluff                 | Canada      | SL         |

Legenda:

SG = supergigante

GS = slalom gigante

SL = slalom speciale

#### South American Cup
- 1 podio (dati dalla stagione 1994-1995):
  - 1 terzo posto

#### Campionati statunitensi
- 14 medaglie (dati dalla stagione 1994-1995):
  - 6 ori (combinata[4] nel 1995; slalom speciale nel 1997; slalom gigante, combinata[4] nel 2000; supergigante, combinata[4] nel 2001)
  - 6 argenti (slalom gigante, slalom speciale nel 1995; slalom speciale nel 1996; supergigante nel 2000; discesa libera, slalom speciale nel 2001)
  - 2 bronzi (supergigante nel 1997; slalom speciale nel 2002)

### Freestyle

#### Coppa del Mondo
- Miglior piazzamento in classifica generale: 12º nel 2009
- Miglior piazzamento nella classifica di ski cross: 4º nel 2009
- 4 podi:
  - 3 secondi posti
  - 1 terzo posto